# Élections législatives fidjiennes de septembre 1977
Des élections législatives se tiennent aux Fidji du 17 au 24 septembre 1977. Il s'agit de renouveler l'ensemble des cinquante-deux membres de la Chambre des représentants (la chambre basse du Parlement). Ces troisièmes élections législatives depuis l'indépendance du pays en 1970 sont des élections anticipées, celles de mars 1977 ayant engendré une crise politique.

## Système électoral
Les Fidji en 1977 sont un royaume du Commonwealth, et donc une monarchie parlementaire dont les institutions s'appuient sur le système de Westminster. Avec néanmoins une particularité fidjienne : le système électoral fixe le nombre de députés attribués à chaque communauté ethnique. Il doit y avoir vingt-deux députés autochtones, dont douze élus uniquement par les citoyens autochtones, et dix par l'ensemble des citoyens. La même règle s'applique pour l'élection des vingt-deux députés indo-fidjiens, dont douze sont élus uniquement par les électeurs indo-fidjiens. Enfin, huit sièges sont alloués de manière générale aux citoyens appartenant à tout autre communauté ethnique : les « électeurs généraux ». Trois d'entre eux sont élus par les « électeurs généraux », et cinq par l'ensemble des citoyens. Chaque citoyen dispose ainsi de quatre voix : « une pour le vote à l'échelle de sa circonscription communautaire et trois voix pour élire les Représentants (fidjien, indien et « général ») élus sur le plan national ».

## Partis politiques
Les deux principaux partis politiques sont le Parti de l'Alliance et le Parti de la fédération nationale (PFN). Si l'Alliance est un parti conservateur tandis que le PFN est davantage de gauche, l'Alliance représente avant tout la population autochtone, et le PFN la communauté indo-fidjienne. Par ailleurs, le Parti nationaliste fidjien est un jeune parti d'extrême droite, fondé en 1975 par Sakeasi Butadroka. D'un racisme virulent, ce dernier appelle à ce que tous les citoyens d'origine indienne soient expulsés du pays, clamant pour objectif « les Fidji aux Fidjiens ».

## Contexte: la crise politique
Les élections de mars 1977 créent la surprise : le Parti nationaliste séduit 24 % des électeurs autochtones, et divise ainsi profondément l'électorat indigène. Ceci a pour conséquence de priver l'Alliance de plusieurs sièges ; le Parti de la fédération nationale remporte vingt-six sièges sur cinquante-deux, soit tout juste un de moins que la majorité absolue, et deux de plus que l'Alliance. Avec l'appui de Ratu Osea Gavidi, le seul député sans étiquette, le PFN dispose d'une majorité pour gouverner, ce qui constituerait la première alternance politique dans l'histoire du pays.
Le chef du PFN, Siddiq Koya, est toutefois contesté par une partie des députés de son propre parti, qui met trois jours avant de s'accorder à soutenir son accession au poste de Premier ministre. Ainsi, lorsque Siddiq Koya se rend auprès du Gouverneur général Ratu George Cakobau pour être nommé Premier ministre, ce dernier l'informe alors qu'il vient de prendre l'initiative de demander à Ratu Sir Kamisese Mara, le chef de l'Alliance, de former un gouvernement minoritaire, et l'a nommé Premier ministre.
Le gouvernement Mara n'ayant pas de majorité au Parlement, les députés du PFN le destituent par une motion de censure en juin, provoquant ainsi des élections anticipées. Le PFN se scinde toutefois en deux factions rivales pour ces nouvelles élections : celle restée loyale à Siddiq Koya, dite faction des colombes, et celle qui reconnaît pour nouveau chef Jai Ram Reddy, dite faction des fleurs.

## Résultats et suites
Les électeurs autochtones tentés précédemment par le Parti nationaliste se rabattent sur l'Alliance pour ne pas diviser leur électorat ; en conséquence, l'Alliance obtient la majorité absolue des sièges. À l'inverse, la scission interne au Parti de la fédération nationale coût onze sièges à ce dernier, les candidats rivaux du même parti dans de mêmes circonscriptions favorisant l'Alliance, qui remporte neuf des dix sièges « nationaux » (c'est-à-dire élus par les citoyens de toutes appartenances ethniques) réservés aux Indo-Fidjiens. La faction « fleur » du PFN domine largement la faction « colombe », Siddiq Koya perdant même son siège de député.
L'Alliance a remporté onze des douze sièges ethniques autochtones (le douzième allant au député indépendant Osea Gavidi), les trois sièges ethniques pour les « électeurs généraux », huit des dix sièges autochtones « nationaux », neuf des dix sièges indo-fidjiens « nationaux » et l'ensemble des cinq sièges « nationaux » des « électeurs généraux » - mais aucun des douze sièges ethniques indo-fidjiens.
La faction « fleur » du PFN a remporté neuf des douze sièges ethniques indo-fidjiens, deux des dix sièges autochtones « nationaux » et un seul des dix sièges indo-fidjiens « nationaux ». La faction « colombe » n'a remporté que trois sièges, tous trois des sièges ethniques indo-fidjiens.
Ratu Sir Kamisese Mara retrouve le poste de Premier ministre, tandis que Jai Ram Reddy devient le chef de l'opposition parlementaire.
| Partis                    | Partis                                                 | Dirigeants                | Voix    | %    | Sièges | +/-           |  |
| ------------------------- | ------------------------------------------------------ | ------------------------- | ------- | ---- | ------ | ------------- |  |
|                           | Parti de l'Alliance                                    | Kamisese Mara             | 378 349 | 49,6 | 36     | 12            |  |
|                           | Parti de la fédération nationale - faction « fleur »   | Jai Ram Reddy             | 168 763 | 22,1 | 12     | Nv.           |  |
|                           | Parti de la fédération nationale - faction « colombe » | Siddiq Koya               | 152 026 | 19,9 | 3      | 23            |  |
|                           | Parti nationaliste fidjien                             | Sakeasi Butadroka         | 18 250  | 2,4  | 0      | 1             |  |
|                           | Candidats indépendants                                 | Candidats indépendants    | 6 228   | 0,8  | 1      | en stagnation |  |
|                           |                                                        |                           |         |      |        |               |  |
| Votes valides             | Votes valides                                          | Votes valides             | 723 616 |      |        |               |  |
| Votes blancs et invalides | Votes blancs et invalides                              | Votes blancs et invalides | 51 713  |      |        |               |  |
| Total                     | Total                                                  | Total                     | 775 329 | 100  | 52     | en stagnation |  |